# Emil Szuster
Emil Szuster, także Schuster (ur. 15 października 1897 w Borszczowie, zm. 14 grudnia 1957 w Opolu) – chorąży Wojska Polskiego, działacz niepodległościowy, kawaler Orderu Virtuti Militari.

## Życiorys
Urodził się 15 października 1897 w Borszczowie, ówczesnym mieście powiatowym Królestwa Galicji i Lodomerii, w rodzinie Michała i Anieli z domu Frey. Ukończył sześć klas szkoły powszechnej we Lwowie i dwa lata szkoły przemysłowej. W 1913 został członkiem Związku Strzeleckiego.
3 sierpnia 1914 otrzymał przydział do 2. kompanii w V baonie I Brygady Legionów Polskich, a w roku następnym przeniesiony do 3. kompanii w 6 pułku piechoty. W ataku na Kukle w nocy 23 października 1915, po zajęciu pozycji rosyjskich, przy leśniczówce z trzema ludźmi przebiegł palącą się wieś, stwierdził że jest opuszczona przez Rosjan i przyniósł ten ważny meldunek sytuacyjny oraz przyprowadził jeńca. W walkach pozycyjnych pod Optową był stałym ochotnikiem na patrole wywiadowcze. Za te czyny kapitan Jan Załuska sporządził 10 kwietnia 1920 wniosek na odznaczenie Orderem Virtuti Militari.
Po kryzysie przysięgowym był więziony przez dwa i pół miesiąca w Bakończycach, a następnie wcielony do armii austriackiej i przydzielony do batalionu strzelców polnych nr 27, z którego zdezerterował po kilku miesiącach służby. Od 1 listopada 1918 brał udział w obronie Lwowa, a następnie służył w 5 pułku piechoty oraz stacji rozdzielczej dla jeńców i internowanych w Dolinie. Za przeprowadzoną ewakuację stacji z Doliny do Stryja otrzymał 12 września 1920 od pełniącego obowiązki dowódcy Okręgu Generalnego Lwów pułkownika Romana Jasieńskiego „pochwalne uznanie”. W 1921 został awansowany na stopień chorążego. Po zakończeniu wojny służył kolejno w: 5 pułku piechoty Legionów, 71 pułku piechoty, 52 pułku piechoty i ostatnio w Wojskowym Więzieniu Śledczym Nr VI we Lwowie na stanowisku kierownika kancelarii.
28 lutego 1934 ze względu na pogarszający się stan zdrowia został przeniesiony do rezerwy. Mieszkał we Lwowie przy ul. Marcina 18. Został zatrudniony w Zakładzie Czyszczenia Miasta jako pracownik kontraktowy na stanowisku koniuszego. Był członkiem Związku Legionistów Polskich. Później zamieszkał w Maczkach przy ul. Skwerowej 15, a w grudniu 1937 w Ząbkowicach 7 i pracował jako sezonowy pracownik Oddziału Drogowego PKP. Podczas okupacji działał w ZWZ-AK. W latach 1945–1953 pracował w Oleśnie wykonując obowiązki zastępcy zawiadowcy odcinka drogowego PKP. Zmarł w Opolu, gdzie został pochowany na Cmentarzu przy ulicy Wrocławskiej, który obecnie nie istnieje.
Był żonaty z Ireną z Jakubowskich, z którą miał syna Romana (ur. 28 lutego 1931).

## Ordery i odznaczenia
- Krzyż Srebrny Orderu Virtuti Militari nr 6418 – 17 maja 1922[15][6][16]
- Medalem Niepodległości – 9 listopada 1931 „za pracę w dziele odzyskania niepodległości”[17][18][1][19][6]
- Krzyż Walecznych trzykrotnie[5][6] (po raz 1 i 2 „za udział w b. Legionach Polskich”[20][21])
- Medal Pamiątkowy za Wojnę 1918–1921[5]
- Medal Dziesięciolecia Odzyskanej Niepodległości[5]
- Krzyż Pamiątkowy 6 pułku piechoty Legionów Polskich[22]
- Brązowy Medal Waleczności[23]